# Veslování na Letních olympijských hrách 2020
Veslování na Letních olympijských hrách 2020 v Tokiu se konalo od 23. do 30. července 2021.

## Kalendář soutěží
| R | Rozjížďky | O | Opravy | ¼ | Čtvrtfinále | ½ | Semifinále | F | Finále |

| Dissciplína↓/Datum →    | Pá 23. | So 24. | Ne 25. | Po 26. | Út 27. | St. 28 | Čt 29. | Pá 30. |
| ----------------------- | ------ | ------ | ------ | ------ | ------ | ------ | ------ | ------ |
| skif                    | R      | O      | ¼/½    |        | ½      | ½      | F      | F      |
| dvojka bez kormidelníka |        | R      | O      |        | ½      |        | F      |        |
| dvojskif                | R      | O      | ½      |        |        | F      |        |        |
| dvojskif lehkých vah    |        | R      | O      |        | ½      |        | F      |        |
| čtyřka bez kormidelníka |        | R      | O      |        |        | F      |        |        |
| párová čtyřka           | R      |        | O      |        | F      |        |        |        |
| osma                    |        | R      |        |        |        | O      |        | F      |

23. července pořadatelé olympijské regaty oznámili změny v rozvrhu v důsledku nepříznivé předpovědi počasí na pondělí 26. července. Všechny soutěže, které byly naplánovány na tento den, byly přesunuty na 25. července. V důsledku této změny bylo rovněž přesunuto 8 jízd původně naplánovaných na 25. července již na 24. červenec, aby nedošlo k zahlcení kalendáře.
U skifu se 25. července jedou všechna čtvrtfinále a semifinále E, F (nejhorší závodníci podle výsledků čtvrtfinále), 27. července semifinále C, D (prostřední závodníci podle výsledků čtvrtfinále), 28. července semifinále A, B (nejlepší závodníci podle výsledků čtvrtfinále), 29. července finále F, E, D a 30. července finále C, B, A (ve finále F se utkávají nejhorší závodníci kvalifikovaní do čtvrtfinále, ve finále A jedou závodníci o medaile).

## Medailisté

### Muži
| Disciplína              | Zlato | Stříbro | Bronz |
| Skif                    | Stefanos Ntouskos · Řecko (GRE) | Kjetil Borch · Norsko (NOR) | Damir Martin · Chorvatsko (CRO) |
| Dvojka bez kormidelníka | Chorvatsko (CRO) · Martin Sinković · Valent Sinković | Rumunsko (ROU) · Marius Cozmiuc · Ciprian Tudosă | Dánsko (DEN) · Frederic Vystavel · Joachim Sutton |
| Dvojskif                | Francie (FRA) · Hugo Boucheron · Matthieu Androdias | Nizozemsko (NED) · Melvin Twellaar · Stef Broenink | Čína (CHN) · Liou Č’-jü · Čang Liang |
| Dvojskif lehkých vah    | Irsko (IRL) · Fintan McCarthy · Paul O'Donovan | Německo (GER) · Jonathan Rommelmann · Jason Osborne | Itálie (ITA) · Stefano Oppo · Pietro Ruta |
| Čtyřka bez kormidelníka | Austrálie (AUS) · Alexander Purnell · Spencer Turrin · Jack Hargreaves · Alexander Hill                                                                                     | Rumunsko (ROU) · Mihăiță Vasile Țigănescu · Mugurel Semciuc · Ștefan Constantin Berariu · Cosmin Pascari                                                                                  | Itálie (ITA) · Matteo Castaldo · Marco Di Constanzo · Matteo Lodo · Giuseppe Vicino                                                                                               |
| Párová čtyřka           | Nizozemsko (NED) · Dirk Uittenbogaard · Abe Wiersma · Tone Wieten · Koen Metsemakers                                                                                        | Velká Británie (GBR) · Harry Leask · Angus Groom · Tom Barras · Jack Beaumont | Austrálie (AUS) · Jack Cleary · Caleb Antill · Cameron Girdlestone · Luke Letcher                                                                                                 |
| Osma                    | Nový Zéland (NZL) · Tom Mackintosh · Hamish Bond · Tom Murray · Michael Brake · Dan Williamson · Phillip Wilson · Shaun Kirkham · Matt Macdonald · Sam Bosworth kormidelník | Německo (GER) · Johannes Weißenfeld · Laurits Follert · Olaf Roggensack · Torben Johannesen · Jakob Schneider · Malte Jakschik · Richard Schmidt · Hannes Ocik · Martin Sauer kormidelník | Velká Británie (GBR) · Josh Bugajski · Jacob Dawson · Thomas George · Moe Sbihi · Charles Elwes · Oliver Wynne-Griffith · James Rudkin · Thomas Ford · Henry Fieldman kormidelník |

### Ženy
| Disciplína              | Zlato | Stříbro | Bronz |
| Skif                    | Emma Twiggová · Nový Zéland (NZL) | Hanna Prakatsenová · Sportovci ROV (ROC) | Magdalena Lobnigová · Rakousko (AUT) |
| Dvojka bez kormidelnice | Nový Zéland (NZL) · Grace Prendergastová · Kerri Gowlerová | Sportovci ROV (ROC) · Vasilisa Stepanova · Elena Oriabinskaia | Kanada (CAN) · Caileigh Filmerová · Hillary Janssensová                                                                                        |
| Dvojskif                | Rumunsko (ROU) · Nicoleta-Ancuța Bodnarová · Simona Radisová | Nový Zéland (NZL) · Brooke Donoghueová · Hannah Osborneová | Nizozemsko (NED) · Roos de Jongová · Lisa Scheenaardová                                                                                        |
| Dvojskif lehkých vah    | Itálie (ITA) · Valentina Rodiniová · Federica Cesariniová | Francie (FRA) · Laura Tarantolaová · Claire Bovéová | Nizozemsko (NED) · Marieke Keijserová · Ilse Paulisová                                                                                         |
| Čtyřka bez kormidelnice | Austrálie (AUS) · Lucy Stephanová · Rosemary Popaová · Jessica Morrisonová · Annabelle McIntyreová                                                                                       | Nizozemsko (NED) · Ellen Hogerwerfová · Karolien Florijnová · Ymkje Cleveringová · Veronique Meesterová                                                                   | Irsko (IRL) · Aifric Keoghová · Eimear Lambeová · Fiona Murtaghová · Emily Hegartyová                                                          |
| Párová čtyřka           | Čína (CHN) · Čchen Jün-sia · Čang Ling · Lü Jang · Cchuej Siao-tchung | Polsko (POL) · Agnieszka Kobusová · Marta Wieliczková · Maria Sajdaková · Katarzyna Zillmannová                                                                           | Austrálie (AUS) · Ria Thompsonová · Rowena Meredithová · Harriet Hudsonová · Caitlin Croninová                                                 |
| Osma                    | Kanada (CAN) · Susanne Grainger · Kasia Gruchalla-Wesierski · Madison Mailey · Sydney Payne · Andrea Proske · Lisa Roman · Christine Roper · Avalon Wasteneys · Kristen Kit kormidelnice | Nový Zéland (NZL) · Ella Greenslade · Emma Dyke · Lucy Spoors · Kelsey Bevan · Grace Prendergast · Kerri Gowler · Beth Ross · Jackie Gowler · Caleb Shepherd kormidelnice | Čína (CHN) · Kuo Lin-lin · Ťü Žuej · Li Ťing-ťing · Miao Tchien · Wang C’-feng · Wang Jü-wej · Sü Fej · Čang Min · Čang Te-čchang kormidelnice |

## Přehled medailí
| Pořadí | Země           | Zlato | Stříbro | Bronz | Celkově |
| ------ | -------------- | ----- | ------- | ----- | ------- |
| 1      | Nový Zéland    | 3     | 2       | 0     | 5       |
| 2      | Austrálie      | 2     | 0       | 2     | 4       |
| 3      | Nizozemsko     | 1     | 2       | 2     | 5       |
| 4      | Rumunsko       | 1     | 2       | 0     | 3       |
| 5      | Francie        | 1     | 1       | 0     | 2       |
| 6      | Čína           | 1     | 0       | 2     | 3       |
| 6      | Itálie         | 1     | 0       | 2     | 3       |
| 8      | Kanada         | 1     | 0       | 1     | 2       |
| 8      | Chorvatsko     | 1     | 0       | 1     | 2       |
| 8      | Irsko          | 1     | 0       | 1     | 2       |
| 11     | Řecko          | 1     | 0       | 0     | 1       |
| 12     | Německo        | 0     | 2       | 0     | 2       |
| 12     | Sportovci ROV  | 0     | 2       | 0     | 2       |
| 14     | Velká Británie | 0     | 1       | 1     | 2       |
| 15     | Norsko         | 0     | 1       | 0     | 1       |
| 15     | Polsko         | 0     | 1       | 0     | 1       |
| 17     | Austrálie      | 0     | 0       | 1     | 1       |
| 17     | Dánsko         | 0     | 0       | 1     | 1       |
| celkem | celkem         | 14    | 14      | 14    | 42      |